# Metropolia Maseru
Metropolia Maseru – jedyna metropolia kościoła rzymskokatolickiego w Lesotho. Została ustanowiona 3 stycznia 1961.

## Diecezje
- Archidiecezja Maseru
  - Diecezja Leribe
  - Diecezja Mohale’s Hoek
  - Diecezja Qacha’s Nek

## Metropolici
- Emanuel Mabathoama (1961-1966)
- Alfonso Liguori Morapeli (1967-1989)
- Bernard Mohlalisi (1990-2009)
- Gerard Tlali Lerotholi (od 2009)